# دايني روبيرتسون
دايني روبيرتسون (بالإنجليزية: Dayne Robertson)‏ (21 يونيو 1988 بإدنبرة في المملكة المتحدة - ) هو لاعب كرة قدم بريطاني في مركز الوسط. لعب مع نادي فالكيرك وPenicuik Athletic F.C. ‏ وويتهيل ولفير ‏.

## وصلات خارجية
- دايني روبيرتسون على موقع قاعدة بيانات كرة القدم.إي يو (الإنجليزية)
- دايني روبيرتسون على موقع Soccerbase.com (لاعب) (الإنجليزية)